# 셀룰라이트
셀룰라이트(cellulite)는 사춘기 이후의 대부분의 여성에게서 나타나는 일정 부위의 피부 변화이다. 부분 비만, 봉소직염으로도 부른다. 이 용어는 1920년대에 처음 쓰였으며 1960년대 말에 보그(Vogue) 지의 최신 참조와 더불어 영어 출판물에 나타나기 시작하였다. 실제 질병으로서 존재하는지에 대해는 의문이 제기되어 왔으며 유력한 의학적 의견으로는 단지 "수많은 여성에게 보이는 일반적인 질환(normal condition of many women)"이다.
이에 따른 증상으로는 adiposis edematosa, dermopanniculosis deformans, status protrusus cutis, gynoid lipodystrophy가 있다.